# Målselva

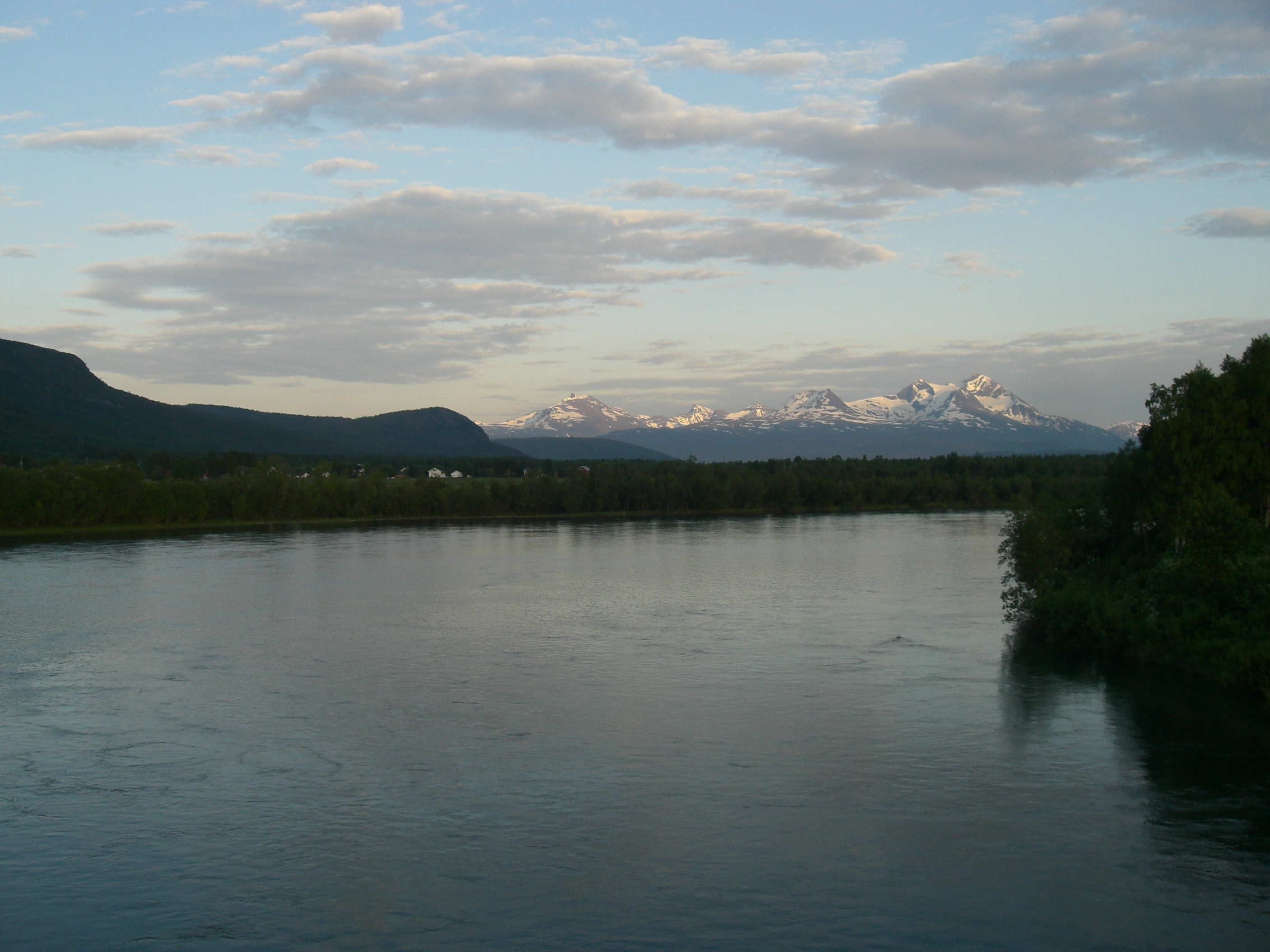

Målselva är en älv som ligger i Troms fylke. Den börjar där Divielva (från Dividalen) sammanstrålar med Rostaelva (från Rostadalen), och rinner ut i havet vid Målsnes i Målselvfjorden, en sidofjord till Malangen. Älven är 140 km lång och dräneringsområdets yta är 6 145 km2.
Kirkeselva, Kjærrelva och Barduelva rinner ut i Målselva längs dess sträckning genom Målselvdalen. 